# Фикарето (Сијена)
Фикарето је насеље у Италији у округу Сијена, региону Тоскана.
Према процени из 2011. у насељу је живело 126 становника. Насеље се налази на надморској висини од 348 м.